# 卧龙传
《卧龙传》是日本（NEO･GETEN）公司制作的PC9801和DOS上的三国题材即时策略游戏，但是在Windows中也可以运行，但打开音效的话在某些计算机上可能在遊戲中每個月的月初當机。1995年由台湾松岗公司中文化。玩家扮演三国时一个势力的军师，游戏目标是一统天下。游戏的优点是容量不大，但是能实现即时制的战略和战斗。

## 开始
玩家会被提示选择在吕布归天、赤壁之战、蜀地偏安、刘禅继位四个剧本之中选择一个。选择之后会提示选扮演的势力，选择之后提示输入军师姓名。由于军师不能出战，所以通常选择新增一个军师比选择历史武将有优势，但偶尔也有选择历史武将以减少该势力的武将总数的做法，从而期望早些得到名将来投奔。选择军师职位空缺的势力则必须手动指定军师姓名。

## 界面
进入游戏之后游戏的最上方是菜单，点击上面的按钮可以显示/隐藏工具栏和右侧的状态栏，以及更改选项。工具栏中显示的是提案、内政、军事等指令，而状态栏中显示的是势力地图、当前信任度和我方内政即时报表。在选项中可以更改界面设置和游戏速度，以及存盘和退出。在鼠标不移动时游戏会根据下达的指令自动进行，而移动鼠标或者进入人控战斗时游戏暂停，这时候可以下达指令。

### 进言
玩家可以向君主提出宣战、议和、请求协助、迁都、请求君主出战等提案。只有当君主没有在出战状态下，才能进行进言。
宣战：和外交关系极其恶劣的势力宣战较易成功。有时即使和目标势力是亲密关系，有野心的君主也会自主宣战。要求与对方势力的外交关系至少为“险恶”或者“最恶”，否则会被直接驳回，对于某些君主，刚刚达到“险恶”也会被直接驳回。进言后，有可能直接得到同意，但多数情况下会被询问理由。被询问理由时，可以用的答复包括外交关系恶劣，我方有利，撤回进言等几种。如果理由被君主接受则能够宣战，否则进言会被驳回。技巧：想避免和某强大势力宣战的话可以尽量避免攻占其邻接都市，而想宣战的话则反之。
议和：需派遣外交大臣到对应势力。敌方忙于与第三方作战时，或双方临接的领土较少时较易成功。有时电脑控制的敌对势力也会提出这个请求。议和之后外交关系也还是很差，比较容易再次发生战争。
请求协助：请求第三方势力与我方敌对势力作战。当我方提出请求时，要求在第三方势力驻有外交官，外交关系在“友好”以上。有时电脑控制的势力也会提出这个请求，但电脑控制的势力不一定和我方有任何友好关系，关系甚至可以是“险恶”。这时候可以向君主建议直接同意，拒绝或者敲诈一笔再同意，但是不要太贪心了造成谈判失败降低信任度。如果求助势力的敌人太过强大也可能殃及池鱼，所以在不想和求助势力的敌人开战时尽量拒绝。注意友好势力和多方交战时游戏不会提示要和哪个敌人作战。
迁都：更换首都。只有在目标都市的规模大于或者等于当前都市的规模，并且目标都市的生产力大于或者等于当前都市的生产力的时候才会成功。如果首都被攻陷，那么会自动迁都到生产力最高的都市。切忌过早迁入大都市，这样对于后期作战可能不利。降低首都生产力的方法包括引诱敌方攻击和重税（记得要往预定的首都派内政官）。比较适合作为首都的城市包括洛阳、長安、鄴、徐州、建業、成都、许昌和襄阳。
请求君主出战：默认情况下君主不亲征，只有用这种方法才可以控制君主作战。君主在缺少兵力或者缺少资金的时候，可能拒绝这个提案。
提案结果由内政和外交状况、财政状况、谈判的附带条件和君主性格决定，但是提案失败会降低信任度，信任度用完则游戏结束。

### 人事
包括任命和解任内政管和外交官的选项。如果任命了内政管和外交官，则需每隔一定时间支付一定数额的活动经费（具体数目视目标都市或势力的状况以及派出人员的政治力而定），来提升城市的生产力、生产力的上升率、城防兵和抗灾值，以及势力的友好度。
城市的生产力决定税收的多少，而生产力的上升率决定生产力的变化，城防兵决定城市在没有驻军时的防御力，以及有驻军时的墙门强度，而抗灾值决定在城市发生暴雨和火灾时的抵抗能力。暴雨灾害会在降雨比较集中的地点发生，而火灾通常会在暴雨或者暴动之后发生。
和邻近实力的外交关系会自动恶化，所以派遣外交官的效果不佳。想预防战争的话，就要早早派兵把守边界，或者尽可能不要攻占边界缓冲区中的中立城市以避免和强大势力邻接。

## 财政
显示本月的收支报表以及修改下月的预算。每月月初会根据预算收税和征兵。
税率超过30%时生产力的上升率会降低，如果上升率为负数则生产力会逐月下降。如果月初出现赤字，那么征兵方案会被取消，并且预备兵会逃跑，同时君主也会训斥玩家，君主的信任度会降低。税率较低时麾下都市的生产力、生产力的上升率、城防兵和抗灾值都会慢慢增加。
预算可以指定每月征兵方案中的步兵、骑兵和弓兵的数量，但是如果领土居民缺乏对应兵种的兵源，那么有可能实际征兵结果低于征兵方案的目标。骑兵的兵源主要在北方，而弓兵的的兵源主要在南方。征兵不影响人口数，但是领地生产力低时可能完不成征兵方案的目标。
下列活动可能造成财务收入或者支出：
外交提案、内政和外交活动、预备军军饷（低）、城市驻军军饷（中）、行军军饷（高）
增加收入的主要方法是执行适当的税率、攻城略地，以及派遣内政官到有生产潜力的都市。

### 编成
编组部队。选择主将之后出现兵种选择窗口。一个部队由主将、前锋、左翼、右翼、左备、右备六部分组成，每部上限1000人，兵种可在骑兵、步兵、弓兵中选择，总兵力上限6000人。编组之后部队成为首都的人控城防军。君主、军师、在任的外交官和内政官不能编组部队。新编组部队的士气为满值200。
技巧：在宣战之后把首都迁移到前线附近可以节省行军费用，以及进行快速重整，编组纯骑兵部队可以加快行军速度以及在野战时占有优势。

### 军团
可以列出并选择某个特定的部队，之后可以指定目标城市和任务，或者不选中部队直接指定目标城市和任务。可能的任务包括战斗模式（委任或者手动），以及将部队解体（只有目标是首都的情况下才有这个选项）。由于一次只能选择一个部队，位置确认和行军指示这两个命令是游戏中最常用的两个命令。但因为游戏的人工智能有问题，所以在最短路线包含不可进入的非敌方城市时电脑不会选择替代路线，这时需人工指定分段行军路线。
技巧：将到达首都的部队解体之后重新编组可以快速恢复兵力和士气。

## 据点
首都确认：用于快速选择首都——因为新编组的部队会驻守在首都，这在编组了大量部队之后很有用。
据点一览：列出城市的内政情况，有助于考虑迁都计划和内政计划。
全國共有 192 個据点。据点分大都市、中都市、小都市、关卡、战场五种，具有生产力、上升率、城防度和抗灾值属性。
生产力为税收的来源。在据点受到敌人、居民或者自然灾害攻击时上升率会下降。
上升率为生产率的变化趋势（最小-100，最大100）。在据点受到敌人、居民或者自然灾害攻击时上升率会下降。而在派内征官投资或者税率低时上升。
城防度也就是在攻城战时城门的强度。关卡类型的据点此项值异常的高。
抗灾值为据点抵抗暴雨和火灾灾害的能力。如果自然灾害的威力超过了抗灾值，那么据点的其他属性会下降。

## 武将
列出当前我方的在职武将和我方的俘虏。在职武将的武力、统率力和政治能力是财政和军事规划的重要参考资料。一般来说，武力高的擅长野战，而统率力高的擅长城塞战。由于经常是玩家主动出击，致使此游戏中的统率力的重要性要高于武力。在将对方军队击溃或者围歼时，有可能俘虏对方的非君主武将。君主武将只有在攻灭势力的最后一个都市之后才可以俘虏。武将在每月月初可能会越狱。但是一些历史上有心仪势力的武将在被心仪势力俘虏一段时间之后可能投降。一些武将在被灭国后会选择自杀而不是成为俘虏。
此外，虽然武力和统率力都是武将的重要参考数据，但在委任作战时，武将于城塞战、野战及水战的表现均受隐藏数值所影响（例如：周瑜的数据虽然是武力7及统率13，但委任作战时于城塞战的表现远逊于武力3及统率12的程昱）。根据测试的结果，委任作战中武将的实际作战效果取决于武力和统率中的较大值与相应隐藏数值的加和。隐藏数值共有三项，分别对应于城塞战，野战和水战，可以在游戏文件中看到，最低值为0，最高值为10，但水战隐藏值得实际效果不明确。
技巧：如不想武将選擇自杀，可以先消灭該武将军团，再快速把该国灭去，只要该武将还没回到首都，就不会自杀，日后还有机会成为自己的武将

## 势力
在此列出游戏中的势力。其中，势力的武将数目决定了自由武将投奔该势力的概率。自由武将有两个来源，一个是登场较晚的武将，另一个是被亡国的武将。自由武将投奔各势力的概率的趋势是让每个势力拥有同样数目的武将。
技巧：可以用存盘/读盘来保证一个自由武将加入我方势力。

## 势力地图
我方势力下的都市显示为橙色。其它都市显示为蓝色。属于用户指定的高亮显示的势力的城市会有白框。在战斗发生时地图上对应地点会闪耀。单击地图，那么中央的大地图的中心位置会移动到对应的位置。

## 战术
部队在执行任务过程中碰上敌方部队，或者我方都市被围攻时，如果部队是手工控制，那么自动切换到战场画面。
如果是自动控制，那么战斗会自动发生。自动控制时根据双方兵力、兵种和士气对比、战场类型、城市状态和武将擅长的战场类型自动决定战斗结果。一般来说，城塞战（特别是关卡的）守方和统率力较高的武将占有优势，而野战武力较高的武将占有优势。
技巧：如果武将不擅长城塞战，可以在敌军行动时派部队截击打野战。君主不会被俘虏，所以派君主出战不用担心被围歼。
手动控制时玩家可对主将、前锋、左翼、右翼、左备、右备六个部队的一个或者多个部队下达攻击、上城、总攻、整队、撤退等命令。一般来说，集中兵力攻击敌方一点为上策，所以队形和兵种的选择有很大的影响。统率力低的武将整队的效果较差，而骑兵部队比较容易快速组成队形。战斗开始时武力高的武将的初始士气较高，而武将单挑或者被围攻都会影响士气，所以武力低的武将要避免陷入敌军重围。士气很低时部队会溃灭，战斗结束后如果兵力或者士气较少，那么武将可能会被俘获。
手动控制时无论是守城还是野战，玩家通常可以取得较大优势，攻城时有时也能取得胜过委任的效果，因此有时玩家会故意禁止采用手动控制以提高游戏难度。

### 城塞战
人控部队的战斗地点是城市时发生。攻方须攻破城门（城门强度由城兵数决定），或者控制城墙，才可以进行大规模作战。守方可以选择城壁指令，让弓兵在城上射击，所以占有优势。骑兵不能上城作战。在城门被攻破之后双方都应该整队以进行最后决战。
技巧：如果攻城时武力很高的武将不擅长城塞战，而且我方兵力不足，那么可以只派先锋（如果先锋兵力不足，可以同时派出大将的亲卫队）攻击城门，城门攻破之后只派主将部队突击，这样左翼、右翼、左备、右备的损失会很小，但是敌方的兵力损失可能比我方兵力损失大。这样战斗的副作用是士气下降较快（尤其是大将被落石砸到的时候），容易战败。好在城市驻军士气每天会恢复10点，等几天就可以了。
技巧二：在守城情况下城门被攻破时，可以使用鹤翼阵（Ｖ型阵）并交替使用「阵形」、「守阵」和「突击」对敌人进行攻击。

### 野战
人控部队的战斗地点是城外时发生。根据地形不同，战场的背景也不同。一些武将对水战有优势。
技巧：敌方名将攻击我方首都时可以派擅长野战的武将编组全骑兵出城截击(例如:用马超、张飞等擅长野战的武将于野战时截击司马懿、程昱等擅长城塞战的武将)。
技巧二：在一般情况下（我方有骑兵部队及敌方没有使用侧翼阵形的情况），于开始时可以使用长蛇阵、梯形阵或锥形阵迅速把阵线压向敌方再进行全军「突击」（如我方武将武力太低，可以选择大将「攻击」，其他部队「突击」），可以使敌方阵形崩溃及击杀大量敌方士兵。假如我方士兵开始溃散，则应把阵线拉向我方，然后重整阵形再组织攻势。

### 战后重整
城市驻军士气值每天增加10点。首都驻军会自动从预备兵中补充兵力，但是如果对应兵种预备兵不足则不会混编。
技巧：为避免敌方战后重整造成攻城难度加大，可以一次派多个部队同时进攻一个目标。如果部队离首都较近，可以将部队移动到首都之后解体，然后重新编组以恢复兵力和士气。首都是最难攻下的，因为在有预备兵时会自动恢复军力，但是围歼首都驻军可以较大打击敌军的军力。在首都驻军也可以用较少的兵力吸引敌方的大部队，然后引诱敌人暴露薄弱环节。

### 技巧
一个可以让武将无限进攻的技巧。
当部队士气高于等于100的时候，战斗失败的话武将也不会被俘，而当部队总兵力降低到10的时候，这时使用自动控制战斗的话，即使失败兵力不会再下降，会一直保持10，士气也不会降低到100以下，这样一来，这支部队不需要休息可以不停地进攻，直到击败对手或攻陷城池。只要制造出几支这样的部队，即便没有钱没有兵没有厉害的武将，一样可以攻城略地战无不胜。

## 战略

### 控制己方财政
在游戏初期，游戏者的财政状况通常难以支持多个军团的连续行军，因此应当尽力提高军团的使用效率，例如仅仅使用最强的将领率领的军团，将兵力损失较大的军团派去攻占顺路的空城和中立城等。

### 突袭
通过观察外交关系，预测将要发生战争的对手，提前编组军团并派往边界线，在军团抵达后向君主进言开战。敌方通常需要从首都或者其他前线调动军团，在其军团到达前可以尽力抢占大量的城市。

### 抢占敌方首都城市
可能可以增加敌人调兵的难度

### 抢占中立城市
中立城市一般是战略要地，而且一些中立城市是有生产潜力的大都市，一些是易守难攻的关卡。但是要注意这可能造成和新邻接的势力交恶。玩家可以在有机会的时候占领成片的中立城市，例如在长安附近，以及在徐州和临淄之间的城市群，这使得一些小势力具有可玩性。

### 摧毁敌方经济
可以在敌方不备时选择薄弱环节突破并且攻占敌方的大量无驻军的城市来降低敌方的国力，并且用重税来掠夺敌方的城市。
技巧：重税会造成生产力下降，所以我方首都的生产力很容易就可以降到比敌方都市低，这样比较容易迁都到前线以用解体的方法加快军队战后重整的速度。此法的副作用是属下城市经常发生暴动，而且不是长久之计，而且需要较长时间的轻徭薄赋来恢复经济。

### 摧毁敌方军事力量
敌军很少会主动出击（大概是为了节约行军军饷）。将敌方部队围歼（通常是攻占敌方首都）可以消灭敌方军力，否则用多个部队迎击或者不停追击敌方单个部队也可以达到同样效果。对于一些名将，可以在围歼敌方军团之前有意放其一条生路，这样可以大大降低围歼难度。如果可能的话，也可以诱其落单，将其部队围歼来俘虏这些名将。虽然只有心仪我方的俘虏会投降，但是将名将俘虏本身就可以降低敌方的战斗力。
即使一个城市的驻军有多个部队，一个守城部队战败也会造成全部部队撤退。所以可以同时派多个武将攻城，采取车轮战的方法造成敌军名将战力低下而派其它部队出战。注意同时追击多个部队的难度大大高于追击敌方单个部队。
注意查看敌方的大城市的生产力以判断敌方在首都被攻占之后会迁都到哪个都市。如果候选都市不便我方行军作战，那么可以抢先将其攻占以避免敌方自动迁都到该城市。
注意不要让部队陷入四面楚歌的状态，这样在兵力或者士气较低时部队会自动溃灭，而武将很可能会被俘虏。

### 吸引人才
势力被攻灭时，根据预先设定的剧情，一部分君主和一些武将会选择殉国，如果预先设定要殉国的武将处于被俘状态则不会殉国。大部分武将会被俘虏。俘虏在每月月初可能会逃跑，而在一个月或者几个月后的月初加入新势力，所以在月初之前存盘比较划算。有些逃跑武将将加入指定的势力，而无所属势力的逃跑武将会随机选择势力加入。所以可以攻灭拥有名将的势力，在俘虏的名将逃跑之后不断读盘来让一些名将加入我方。例如蜀中无大将的时候可以攻灭孟获来让一些比较强的武将加入，剧本一游戏初期也可以尽量消灭只有一座城，但是有游戏中最多武将的孙策。由于无归属势力的逃跑武将将优先加入武将数少的势力，使得一些本来难以使用的势力也能在获得一名名将后具有可玩性。
根据剧情，也会有一些武将在一定时期加入特定势力，如剧本一中的赵云在公孙瓒势力被消灭之后投奔刘备，剧本一中的刘备势力如果被消灭，刘备、关羽和张飞则将投奔刘表。司马懿和徐庶在特定年份也会出场。如果对应势力已经被攻灭，那么这样的武将成为自由武将，会随机选择势力加入。

## 统一
在没有敌对势力时游戏结束，并且显示通关动画。

## 游戏修改
SINARIO.DAT中包含四个剧本的数据，包括城市状态、武将的身份（君主/一般/死亡或未登场）、能力、所属势力、心仪势力、是否自杀等等。可以修改这个文件来建立自定义的剧本。繁体中文版的该文件中的文字是BIG5编码。修改存盘文件也可以达到同样效果，但是开始新的游戏之后在存盘中的修改会丢失。